# Arnaud Gallais
Arnaud Gallais, né le 29 juin 1981, est un anthropologue et militant français de la protection de l'enfance et de la lutte contre les violences faites aux enfants.
Cofondateur et président de l’association Mouv’Enfants et de Be Brave France, il est membre de la Commission indépendante sur l'inceste et les violences sexuelles faites aux enfants (Ciivise) de 2021 à 2023 sous la coprésidence de Nathalie Mathieu et d’Édouard Durand. Il est également cofondateur du collectif Prévenir et Protéger et membre du bureau de l’association M’endors pas : stop à la soumission chimique.
Depuis le 25 juin 2025, il est membre du Haut Conseil à l’Egalité Femmes Hommes. Il participe à la commission. Lutte contre les violences faites aux femmes.

## Biographie
Arnaud Gallais, né le 29 juin 1981, grandit dans un quartier bourgeois de la banlieue parisienne où il est victime de violences physiques et verbales par son père. Il est violé de ses huit à onze ans par un grand-oncle, le père Rémy Laurendeau, prêtre missionnaire, ainsi que par deux cousins alors qu'il est âgé de douze ans.
C'est à dix-neuf ans, en regardant un reportage sur un prêtre pédocriminel et avec l'aide d'une thérapeute, qu'il sort d'une dissociation traumatique. Après une adolescence marquée par des conduites à risque, Arnaud Gallais poursuit des études et obtient un diplôme en anthropologie à l’École des hautes études en sciences sociales. Il travaille ensuite au sein d'Emmaüs puis dans différentes structures de l'aide à l'enfance.

### Activisme militant
Arnaud Gallais cofonde le collectif Prévenir et Protéger en 2018, visant à prévenir les violences faites aux femmes et aux enfants et à les protéger en mobilisant le plus largement possible afin que chacun s'empare de la lutte.
En 2021, il devient membre bénévole de la Ciivise.
Il cofonde l'association Mouv’Enfants ainsi que l'association Be Brave France,.
Il devient membre du bureau de l’association M’endors pas : stop à la soumission chimique.
Il parcourt la France du 31 mai 2023 au 30 mai 2024 avec La Caravane de lutte contre les violences sexuelles faites aux enfants, un projet de sensibilisation et de démocratie participative.
Dans le cadre de l'affaire des abus sexuels et violences dans l'institution Notre-Dame de Bétharram, l'évêque Marc Aillet tient une conférence de presse le 13 mars 2025, où il affirme avoir « appris ces éléments dans la presse » concernant les établissements de Bétharram et Saint François-Xavier à Ustaritz. Il reconnait une omertà, « pour ne pas entacher l'image de l'institution ». Arnaud Gallais est présent à cette conférence et accuse Marc Aillet de mensonge. Il lui rappelle par ailleurs son refus d'ouvrir les archives du diocèse lors de la Commission indépendante sur les abus sexuels dans l'Église,.

## Publications
- Arnaud Gallais avec  Ixchel  Delaporte, J'étais un enfant, Flammarion, 2023, 222 p. (ISBN 978-2-08-042786-1)

### Documentaire
- Guy Padovani et Anaïs Enshaian, « Inceste, un homme en colère », documentaire 60 min, 2024 (consulté le 26 décembre 2023)